# Кароль Страсбургер
Кароль Едвард Страсбурґер (пол. Karol Edward Strasburger ; нар. 2 липня 1947, Варшава, Польща) — польський актор театру і кіно, телеведучий. З 1994-го року веде ігрове шоу «Фаміліада» на TVP2.

## Життєпис

### Родина й освіта
Є сином Едварда Кароля Страсбурґера (1920−2002), з родини німецьких євангелістів, які приїхали до Варшави наприкінці XVIII ст. з Фрайберга в Саксонії  та Ірени, уродженої Лижвінської (1920−1968) , онука професора Едварда Кароля Страсбурґера .
У 1965 році закінчив середню школу імені Болеслава Пруса у Варшаві. Спочатку був студентом Морського університету в Щецині, а потім закінчив Державну театральну школу в Варшаві. Там він навчався у 1967–1971 роках.
Молодий Кароль займався гімнастикою в клубі «Легія Варшава» (у 1964 році виграв командний чемпіонат Польщі з цієї дисципліни), виступав у цирку .

### Кар'єра

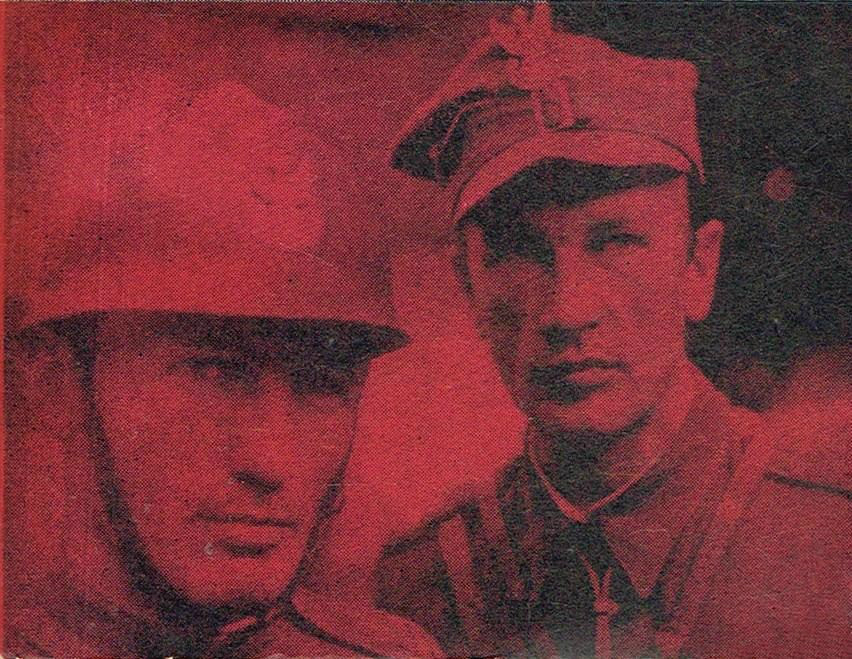
Кароль Страсбурґер та Аркадіуш Базак у військовому серіалі «Польські дороги» (1976 рік)

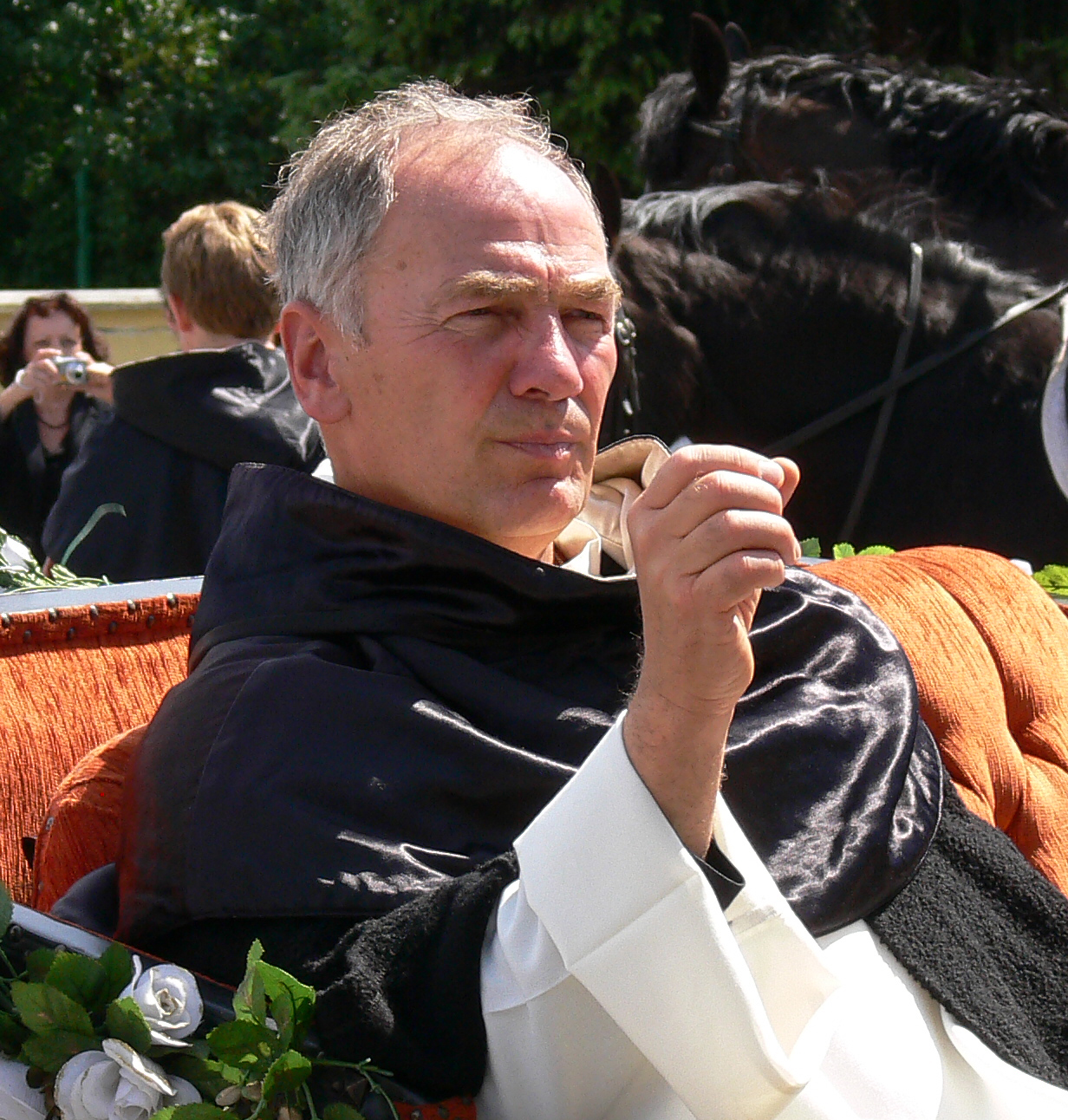
Страсбурґер під час святкування Днів Ратибору (2009)

Його акторський дебют відбувся 1970 року в серіалі «Колумби». Після закінчення Державної театральної школи в Варшаві, працював у Варшавському Драматичному театрі до середини 1980-х років. Він грав, серед іншого: у фільмі «Король Лір», де режисером був Єжи Яроцький (1977), у фільмі «Смерть у соборі» (1983), також режисер Яроцький, «Листопадова ніч» (1978), режисура Мацей Прус та оперета Вітольда Ґомбровича. У 70-х зіграв багато ролей у східнонімецьких і чехословацьких фільмах. У 1976 знявся в серіалі «Польські дороги» (режисер Януш Моргенштерн). Також співпрацював з театром «Комедія» та театром «Байка», що у Варшаві.
На виборах 1991 року Кароль балотувався до Сейму від Польської партії любителів пива.
З 17 вересня 1994 року веде ігрове шоу «Фаміліада». У вересні 2008 року Страсбурґер видав кулінарну книжку під назвою «Потяг до життя» . Влітку 2010 актор знімався в кліпі до пісні «Rock&Rollin' Love» групи Afromental. У 2012 брав участь у благодійному 71-му випуску ігрового шоу Один з десяти на TVP2. У 2018 взяв участь у першому випуску програми «Краще пізно, ніж ніколи» на "Полсат ". У 2020 році записав гумористичні інтермедії для альбому гурту Łydka Grubasa під назвою Соціальне визволення. У 2021 році знімався у загальнонаціональній польській рекламній кампанії виробника кетчупів Kotlin.

## Особисте життя
Перший шлюб з актрисою Барбарою Бурською (нар. 1947) закінчився розлученням. У 1981 році актор одружився з  Іреною Морчинчик (нар. 6 червня 1946, пом. 9 грудня 2013) . 10 серпня 2019 року він одружився з Малгожатою Веремчук (нар. 1984), від якої нині Кароль має доньку Лауру (нар. 2019).

## Фільмографія
- 1970: Kolumbowie — «Siwy», bojownik AK
- 1971: Agent nr 1 — Jerzy Iwanow-Szajnowicz, agent SOE
- 1971: Kłopotliwy gość — milicjant
- 1971: Jeszcze słychać śpiew. I rżenie koni… — Andrzej Królikiewicz, dziennikarz
- 1973: Czarne chmury — Paweł Odrowąż
- 1974: Karino — Andrzej Stolarek
- 1974: Czterdziestolatek — pracownik w przyzakładowym klubie sportowym (odc. 5)
- 1975: Noce i dnie — Józef Toliboski
- 1976: Polskie drogi — Władysław Niwiński, podchorąży WP (później porucznik GL PPR)
- 1976: Karino — Andrzej Stolarek
- 1979: Niewidzialna kamera (DEFA)
- 1980: Powstanie listopadowe 1830—1831 — Piotr Wysocki
- 1982: Wielki Szu — Denel
- 1984: Umarłem, aby żyć
- 1984: 07 zgłoś się — cyrkowiec Adam Kunce (odc. 15)
- 1987: Zabij mnie glino — członek bandy biorący udział w napadzie na pociąg
- 1987: Wielki Wóz — porucznik Zygmunt Kaliński, jeniec Oflagu VII A Murnau
- 1988—1991: W labiryncie — David Mayer
- 1989: Modrzejewska — Dulemba
- 1991: Panny i wdowy — redaktor naczelny pisma (odc. 5)
- 1992: Wszystko co najważniejsze… — Stefan Karski
- 1994: Bank nie z tej ziemi — agent nr 2 (odc. 12)
- 1996: Ekstradycja — Sasza Piłatow
- 1997—2005: Klan — Marek Wagner
- 2000, 2020: Świat według Kiepskich:
  - дублер Ferdynanda Kiepskiego (odc. 43)
  - він сам (епізод 574)
- 2001: Kameleon — Staszek
- 2006: Sąsiedzi — on sam (odc. 92)
- 2006: Magda M. — Hubert Wilecki (odc. 36)
- 2007: Na Wspólnej — Szymon Lenbach
- 2008: 39 i pół — Tadeusz Cichocki
- від 2009: Pierwsza miłość — Karol Weksler
- 2015: Komisarz Alex — Adam Sznajder
- 2018: Pensjonat nad rozlewiskiem — on sam
- 2019: Miłość na zakręcie — Wiktor
- від 2020: M jak miłość — Jerzy Argasiński
- 2021: Koniec świata, czyli kogel-mogel 4 — Kazimierz Janik

## Нагороди
| Приз       | рік      | Категорія          | Результат |
| ---------- | -------- | ------------------ | --------- |
| Телекамери | 1999 рік | Ігрові шоу та ігри | 3. місце  |
| Телекамери | 2000 рік | Ігрові шоу та ігри | 3. місце  |
| Телекамери | 2001 рік | Ігрові шоу та ігри | 4. місце  |
| Телекамери | 2003 рік | Ігрове шоу         | 2. місце  |
| Телекамери | 2015 рік | Телевізійна особа  | 4. місце  |
| Телекамери | 2019 рік | Телевізійна особа  | 4. місце  |

## Виноски
1. ↑  Freebase Data Dumps — Google.
2. ↑  Edward Karol Strasburger (1920-2002) w Wielkiej Genealogii Minakowskiego
3. ↑  Irena Łyżwińska w Wielkiej Genealogii Minakowskiego
4. ↑  Karol Edward Strasburger w Wielkiej Genealogii Minakowskiego
5. ↑  wg programu MC 2 Maszyna czasu Manna i Materny (8/10) z 6 sierpnia 2007
6. ↑  Ryszard Krajewski – telewizja 3D to przyszłość. wirtualnemedia.pl.
7. ↑  Karol Strasburger – apetyt na życie. ksiazki.wp.pl. Процитовано 2 вересня 2014.
8. ↑  Grupa Wirtualna Polska. Karol Strasburger – apetyt na życie – książka. ksiazki.wp.pl. Процитовано 6 травня 2017.
9. ↑  Spotkanie z zespołem Łydka Grubasa. karnet.krakow.pl.
10. ↑  Karol Strasburger reklamuje ketchup Kotlin. medianews.com.pl. 22 квітня 2021.
11. ↑  Tygodnik «Rewia» nr 32, 10 sierpnia 2016, s. 44–45
12. ↑  Irena Strasburger
13. ↑  Największy playboy PRL. historia.wp.pl. Процитовано 30 серпня 2014.
14. ↑  Karol Strasburger. film.wp.pl. Процитовано 28 січня 2011.
15. ↑  72-letni Karol Strasburger został ojcem. „Laura jest piękna jak laleczka”. wprost.pl.